# Luigi Pizzardi
Luigi Pizzardi (Castel Maggiore, 31 ottobre 1815 – Bologna, 3 settembre 1871) è stato un politico italiano.

## Biografia
Marchese, appartenente ad una famiglia bolognese con ricche proprietà terriere, già dal 1846 era fra i principali esponenti politici di Bologna. Fu il primo sindaco della città. Nel 1860 venne nominato senatore del Regno d'Italia, ma non partecipò all'attività del Senato. Donò ingenti beni all'Ospedale Maggiore perché venisse costruito l'attuale ospedale Bellaria.
Nel 1920 gli eredi donarono al Museo del Risorgimento e alla Galleria d'arte moderna (Bologna) alcuni grandi quadri ottocenteschi che avevano ornato il celebre Salone del Risorgimento voluto da Pizzardi nel suo palazzo.
L'archivio della famiglia Pizzardi si trova a Bologna nel Palazzo Ratta di via Castiglione 24.